# Mirela Maniani
Mirela Maniani (em grego:Μιρέλα Μανιάνι; Durrës, 21 de dezembro de 1976) é uma ex-atleta grega, bicampeã  mundial e medalhista olímpica do lançamento de dardo.
Mariani nasceu na Albânia e foi estudar na Universidade do Alabama, nos Estados Unidos. Já competindo no lançamento do dardo, lá ela estabeleceu um novo recorde nacional albanês, com um lançamento de 62,46 m. Ela representou a Albânia nos Jogos de Atlanta 1996, sendo inclusive a porta-bandeira da delegação albanesa.
Após se casar com o halterofilista grego Georgios Tzelilis, que conheceu em Atlanta, recebeu a cidadania grega e passou a competir por este país. Em 1999 foi campeã da prova no Mundial de Sevilha, conquistando em seguida uma medalha de prata olímpica em Sydney 2000. Sua marca em Sevilha – 67,09 m – passou a ser considerada como recorde mundial do novo tipo de dardo introduzido nas competições, com centro de gravidade diferente. Foi bicampeã mundial em Paris 2003 e nos Jogos de Atenas 2004, em casa, ficou com a medalha de bronze.
Sua melhor marca no dardo – 67,51 m – é o recorde nacional grego.